# Інститут суспільно-економічних досліджень
Інститут суспільно-економічних досліджень (ІСЕД) (англ. Institute for Social & Economic Research, ISER) – український неурядовий аналітичний центр, основною діяльністю якого є аналіз державної політики. 
Місія аналітичного центру: підвищувати ефективність управління суспільними ризиками та запобігати їхньому впливу за допомогою якісного аналізу та моделювання державної політики в соціально-економічній сфері та сфері людських ресурсів з метою перетворити Україну на сильну європейську державу.
До аналітичної команди входить 20 експертів. Серед них: Анатолій Максюта, Ярослав Жаліло, Ігор Яковенко, Юрій Федчишин, Крістіна Аврамченко, Світлана Ковалівська, Анна Ісічко, Антоніна Дешко та інші. 

## Діяльність
- Аналіз державної політики та моніторинг поточної ситуації в економічній, соціальній та енергетичній сферах та у сфері інформаційної безпеки, підготовка пропозицій щодо її вдосконалення[2]
- Проєкти нормативно-правових актів
- Висновки до законопроєктів та рекомендації органам влади
- Комунікація та адвокація реформ
- Організація семінарів, тренінгів та навчань для урядовців, народних депутатів, представників місцевих громад та бізнесу.

## Напрями роботи
- Макроекономічний аналіз; фінанси; інвестиційний розвиток; розвиток підприємництва; енергетика; податки; соціальна політика; державне майно[3][4]; медицина; право; захист прав споживачів; регіональна політика; зовнішня політика, інформаційна безпека, електронне урядування[5].

- Експертна робота у 15 робочих групах при органах влади та 4 громадських радах.

- Розробка законопроєктів (№№  2142а, 2623, 2151а, 3491, 3143, 3759, 2767, 2501а-1, 3035)
- Аналіз та публікація висновків до законопроєктів. [6]

## Дослідження
- «Політика економічного прагматизму»; [Архівовано 2 жовтня 2017 у Wayback Machine.]
- «Бюджетна політика: прагматичні підходи до стратегічних рішень»; [Архівовано 2 жовтня 2017 у Wayback Machine.]
- «Нова регіональна політика»; [Архівовано 3 жовтня 2017 у Wayback Machine.]
- «Вісім державницьких пріоритетів для України». [Архівовано 2 жовтня 2017 у Wayback Machine.], презентовано у парламенті 6 лютого 2017 р. [Архівовано 2 жовтня 2017 у Wayback Machine.]
- «План зміцнення енергетичної безпеки України до 2020 р.», презентовано у парламенті 10 липня 2017 р.
- «Стратегія зовнішньої політики України» [Архівовано 2 жовтня 2017 у Wayback Machine.], презентовано у парламенті 23 червня 2017 р. [Архівовано 2 жовтня 2017 у Wayback Machine.]